# وذمة محيطية
الوَذَمَة المحيطية (بالإنجليزية: Peripheral edema)‏ هيَ وَذَمة (تَجمع سائل يؤدي إلى حدوث تورم) في الأنسجة المَروية عن طريق الجِهاز الوعائي المحيطي وخاصةً في الأطراف السُفلى. في معظم الأجزاء التابعة للجسم تُسمى هذه الوَذَمة باسم الوَذَمة المعتمدة (المسايرة للجاذبية).
يرتبط حدوث الوذمة المحيطية بالشيخوخة، ولكن من الممكن حدوثها أيضاً بسبب العديد من الظروف الأخرى مِثل قصور القلب، حدوث رضة خطيرة، الكحولية، داء المرتفعات، الحمل، ارتفاع ضغط الدم، فقر الدم المنجلي، الجهاز اللمفي المنقوص أو بسبب فترات طويلة من الجُلوس أو الوقوف دون حركة. بعض الأدوية (مثل الأملوديبين والبريغابالين) قد تسبب هذه الحالة أو تؤدي إلى تفاقمها.

## مآل المرض
يَعتمد العلاج الناجِح للوذمة المحيطية على كيفية السيطرة والتحكم بالسبب الكامن وراءها. من المُمكن أن يؤدي التورم الشَديد إلى حدوث تلف دائم بالأعصاب وبالتالي حدوث اعتلال الأعصاب المحيطية. العديد من حالات الوذمة المحيطية المؤقتة أو الثانوية حُلت بشكلٍ تلقائي دون حدوث أي ضرر دائم.